# Julia Boserup
Julia Boserup (Santa Monica, 9 september 1991) is een tennisspeelster uit de Verenigde Staten. Zij begon op vijfjarige leeftijd met tennis. Zij speelt rechtshandig en heeft een tweehandige backhand. In 2008 won zij de Orange Bowl.
De moeder van Boserup is Deense.

## Loopbaan

### Enkelspel
Boserup debuteerde in 2007 op het ITF-toernooi van Redding (VS). Zij stond in 2011 voor het eerst in een finale, op het ITF-toernooi van Waterloo (Canada) – zij verloor van de Canadese Sharon Fichman. Twee maanden later veroverde Boserup haar eerste titel, op het ITF-toernooi van Redding (VS), door de Russin Olga Poetsjkova te verslaan. In totaal won zij drie ITF-titels, de laatste in 2015 in Raleigh (VS).
In 2011 speelde Boserup voor het eerst op een WTA-hoofdtoernooi, op het toernooi van Kopenhagen. Haar beste resultaat op de WTA-toernooien is het bereiken van de halve finale, op het toernooi van Québec 2016, door onder meer Jevgenia Rodina en Catherine Bellis te verslaan.
Haar beste resultaat op de grandslamtoernooien is het bereiken van de derde ronde, op Wimbledon 2016, waar zij als kwalificante in het hoofdtoernooi de als zevende geplaatste Belinda Bencic (WTA-13) versloeg. Haar hoogste notering op de WTA-ranglijst is de 80e plaats, die zij bereikte in juni 2017.

### Dubbelspel
Boserup was in het dubbelspel minder actief dan in het enkelspel. Zij debuteerde in 2006 op het ITF-toernooi van Tampa (VS), samen met landgenote Tiya Rolle. Zij stond in 2009 voor het eerst in een finale, op het ITF-toernooi van Kansas City (VS), samen met landgenote Laura Granville – zij verloren van het duo Lilia Osterloh en Anna Tatishvili. In 2015 veroverde Boserup haar eerste titel, op het ITF-toernooi van Las Vegas (VS), samen met landgenote Nicole Gibbs, door het duo Paula Cristina Gonçalves en Sanaz Marand te verslaan.
In 2011 speelde Boserup voor het eerst op een WTA-hoofdtoernooi, op het toernooi van Kopenhagen, samen met de Deense Mai Grage. Haar beste resultaat op de WTA-toernooien is het bereiken van de tweede ronde (Monterrey en Nottingham in 2017).
Haar beste resultaat op de grandslamtoernooien is het bereiken van de tweede ronde, op het US Open 2017. Haar hoogste notering op de WTA-ranglijst is de 278e plaats, die zij bereikte in oktober 2011.

## Posities op deWTA-ranglijst
Positie per einde seizoen:
| jaar | rang enkelspel | rang dubbelspel |
| ---- | -------------- | --------------- |
| 2006 | 1261           | –               |
| 2007 | 970            | 790             |
| 2008 | 625            | 734             |
| 2009 | 740            | 515             |
| 2010 | 310            | 822             |
| 2011 | 216            | 295             |
| 2012 | 316            | 659             |
| 2013 | 371            | 833             |
| 2014 | 177            | 404             |
| 2015 | 191            | 305             |
| 2016 | 123            | 1026            |

## Resultaten grandslamtoernooien
| Legenda | Legenda                          |
| ------- | -------------------------------- |
| g.t.    | geen toernooi gehouden           |
| l.c.    | lagere categorie                 |
| –       | niet deelgenomen                 |
| G       | uitgeschakeld in de groepsfase   |
| 1R      | uitgeschakeld in de eerste ronde |
| 2R      | uitgeschakeld in de tweede ronde |
| 3R      | uitgeschakeld in de derde ronde  |
| 4R      | uitgeschakeld in de vierde ronde |
| KF      | uitgeschakeld in de kwartfinale  |
| HF      | uitgeschakeld in de halve finale |
| F       | de finale verloren               |
| W       | het toernooi gewonnen            |
| w-v     | winst/verlies-balans             |

### Enkelspel
| Toernooi        | 2016 | 2017 |
| --------------- | ---- | ---- |
| Australian Open | –    | 2R   |
| Roland Garros   | –    | 1R   |
| Wimbledon       | 3R   | 1R   |
| US Open         | –    | 1R   |

### Vrouwendubbelspel
| toernooi        | 2016 | 2017 |
| --------------- | ---- | ---- |
| Australian Open | –    | –    |
| Roland Garros   | –    | –    |
| Wimbledon       | –    | 1R   |
| US Open         | 1R   | 2R   |